# Springtail Spur
Der Springtail Spur (englisch für Springschwanzsporn) ist ein 170 m hoher Gebirgskamm mit ostwestlicher Ausrichtung auf Signy Island im Archipel der Südlichen Orkneyinseln. Er ragt am südwestlichen Ende des Andreaea-Plateaus auf.
Das UK Antarctic Place-Names Committee benannte ihn 1991 nach den durch den British Antarctic Survey hier unter Steinen und in der spärlichen Vegetation gefundenen Arthropoden aus der Klasse der Springschwänze (lateinisch Collembola).